# Promyllantor
Promyllantor är ett släkte av fiskar. Promyllantor ingår i familjen havsålar.
Kladogram enligt Catalogue of Life:
| Promyllantor | \| \| Promyllantor adenensis \| \| \| \| \| \| Promyllantor atlanticus \| \| \| \| \| \| Promyllantor purpureus \| \| \| \| |
|              | \| \| Promyllantor adenensis \| \| \| \| \| \| Promyllantor atlanticus \| \| \| \| \| \| Promyllantor purpureus \| \| \| \| |
|              | Promyllantor adenensis |
|              | |
|              | Promyllantor atlanticus |
|              | |
|              | Promyllantor purpureus |
|              | |